# Don Bosco School Bandel
Don Bosco Bandel ist eine englischsprachige Jungenschule in Bandel im indischen Bundesstaat Westbengalen. Sie wird von den Salesianern Don Boscos betrieben.

## Beschreibung
Sie wurde 1978 eröffnet und hat heute ca. 2200 Schüler. Das Gelände, auf dem sich außer dem Hauptgebäude auch eine Bücherei und Sportanlagen befinden, liegt in der Nähe des Flusses Hugli. Die Schüler müssen vorgegebene Uniformen tragen. Zu den jährlichen Veranstaltungen zählt das Sportfest und das Maifest.